# Paul Chocque
Paul Chocque (14 de julho de 1910 — 4 de setembro de 1949) foi um ciclista profissional francês, que conquistou a medalha de prata na perseguição por equipes nos Jogos Olímpicos de Verão de 1932 em Los Angeles, junto com Amédée Fournier, René Le Grevès e Henri Mouillefarine.